# Borsa de Taiwan
La Borsa de Taiwan (Taiwan Estoc Exchange Corporation) és una entitat financera que es va fundar el 1961 a Taipei i va començar a operar com borsa de comerç el 9 de febrer de 1962. Està regulada per la Comissió Supervisora de Finances. L'índex de la Borsa de Taiwan és el TWSE.
La seua adreça és Xinyi 7 - Secció 5, Taipei 101, planta 3, i Taipei 11049, plantes 9 a 12, Taiwan. Actualment el seu president és el Sr. Sean Chen.